# 레이미 (가수)
레이미(麗美, 1965년 1월 6일 ~)는 일본의 싱어송라이터이다. 본명은 호리카와 레이미(堀川 麗美)이며, 오키나와현 기노완시 출신이다. 1978년 클라리온 걸 출신 호리카와 마유미는 친언니이다.
언니가 갖고 있던 사진이 관계자 눈에 띄어, 1984년 마쓰토야 마사타카, 마쓰토야 유미 부부의 지원으로 데뷔했다.
1993년부터는 레메디오스 (Remedios)란 이름으로 드라마나 영화 사운드 트랙, 광고 음악 작업을 하기 시작했다. 또 이와이 슌지 감독의 몇몇 작품에서 같이 작업하기도 했다.

## 작품 목록

### 사운드 트랙
- 《FRIED DRAGON FISH》
- 《쏘아올린 불꽃, 밑에서 볼까? 옆에서 볼까?》
- 《언두》
- 《러브 레터》
- 《피크닉》
- 《너를 만난 후후》
- 《후타리》
- 《데생》
- 《내일을 안고》
- 《프렌즈》
- 《졸업》
- 《연문: 우리들이 사랑한 남자》
- 《마더》
- 《그날 본 꽃의 이름을 우리는 아직 모른다》